# Singletrack

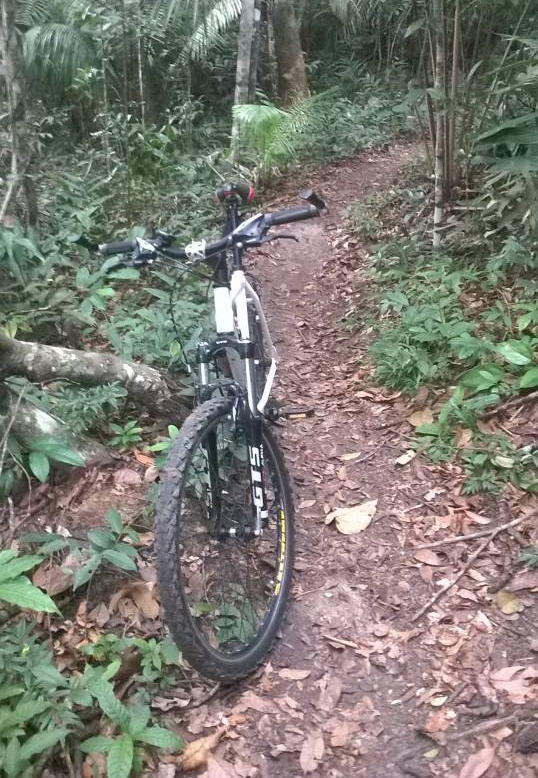
Trilha do Sufoco, utilizada para Singletrack em São Mateus-ES

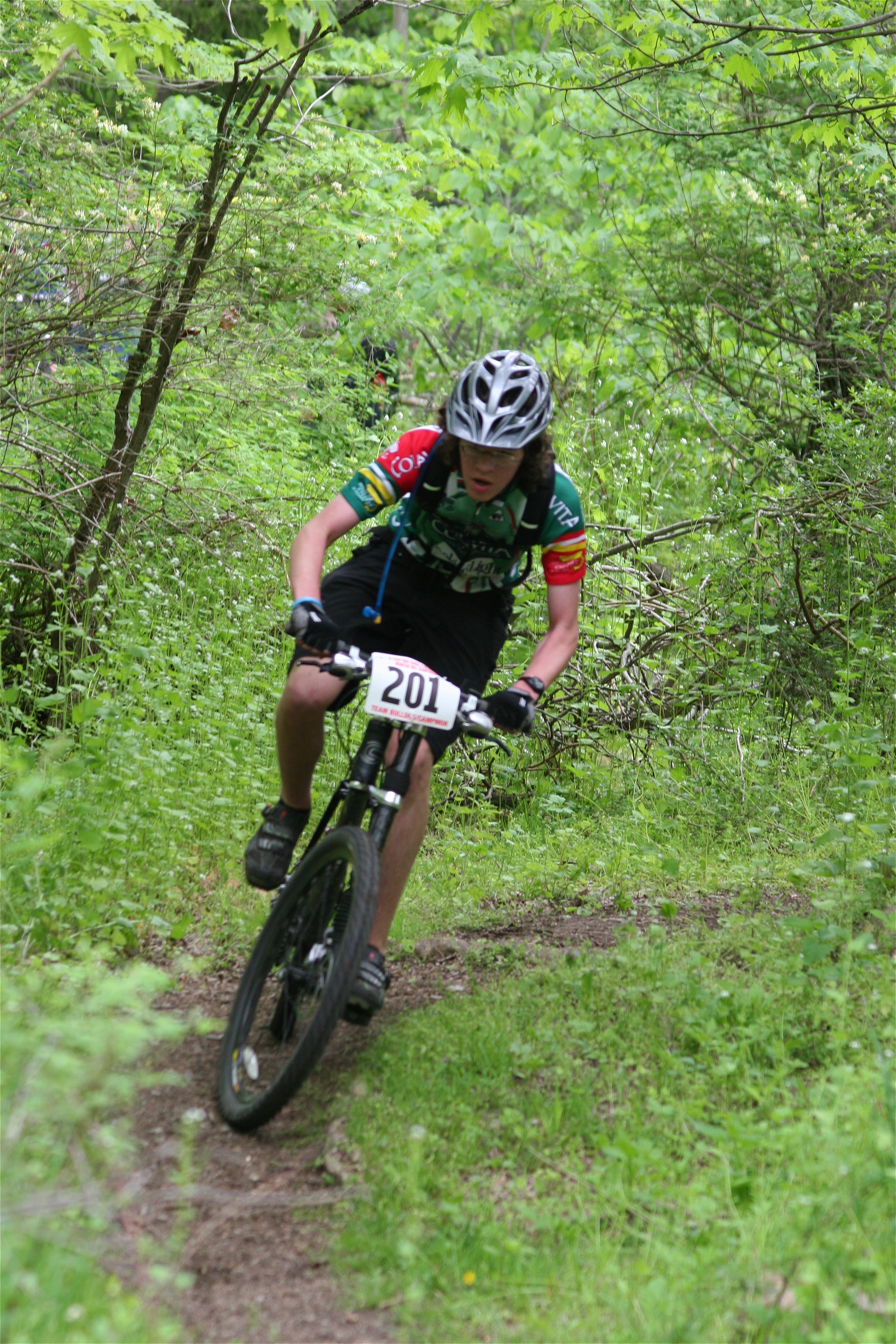
Ciclista praticando a modalidade

Single track ou singletrack é uma modalidade de mountain bike praticada com bicicletas em terrenos de terra, acidentados com montanhas e trilhas. É uma versão ciclística do double track ou fire road que é praticado com veículos que possuem quatro rodas, ou os off-roads. Singletrack é a interação de Mountain Biking com a Natureza, desfrutar do esporte com um ambiente as vezes inóspito. 
A modalidade possui no Canadá e Austrália provas e campeonatos a níveis estaduais. Também é praticado por hobby em diversas partes do mundo.
Geralmente o percurso é pré-estabelecido, e quem termina-lo primeiro, ganha.o singletrack e mais praticado em lugares perto de cidades interioranas